# Helichrysum monodianum
Helichrysum monodianum là một loài thực vật có hoa trong họ Cúc. Loài này được Quézel mô tả khoa học đầu tiên năm 1957.